# モンモリロン石
モンモリロン石（モンモリロンせき、montmorillonite、モンモリロナイト）は、鉱物（ケイ酸塩鉱物）の一種で、スメクタイトグループに属する。化学組成は (Na,Ca)0.33(Al,Mg)2Si4O10(OH)2・nH2O、結晶系は単斜晶系。粘土鉱物の一つ。
名前は産地のひとつであるフランスのヴィエンヌ県にあるモンモリヨンに由来し、1847年に命名された。

## 産出地
熱水変質を受けた岩石に含まれる。
フランスのモンモリヨン地方、北米ワイオミング州など世界各地で産出され、日本では新潟県・山形県・群馬県などで良質な「モンモリロナイト」が産出されている。

## 性質・特徴
モンモリロナイト化は、アルカリ性の土壌環境下で進む。母岩は同一であっても、酸性から中性の環境下で粘土化するとカオリナイトになる場合がある。構造は、ナトリウムを含むNa型とカルシウムを含むCa型に分類できる。主に前者は日本やアメリカ合衆国で、後者はフランスで見い出すことができる。
モンモリロナイトを現地調査で確認する手法として、ベンチジン、ビタミンA（肝油で代用可）、パラアミノフェノールの試薬を滴下し、呈色反応の有無を確認する方法がある。
モンモリロナイトには水分をたくさん抱え込むことから、他の粘土と比べ最も吸着性が高いという特徴があり、その他にもいくつかの特徴がある。
膨潤性
モンモリロナイトの層間に水やその他の物質がインターカレーションすることにより、体積が増大する。土木工学上の問題となる膨潤性はNa型が顕著であり、原体積の8 - 10倍に及ぶことがある。
イオン交換
モンモリロナイトの層間にはナトリウムイオンやカルシウムイオンが存在し、それらは容易に他の陽イオンと交換される。
乳化作用
固体粒子が油水界面に吸着することによる、いわゆるピッカリングエマルションを形成する。他の粘土鉱物同様、安定なエマルションを形成するには非イオン性界面活性剤など他の成分を共存させる必要がある。
チキソトロピー
力を加えると軟らかくなり、しばらくすると少し固くなる。この特徴はゲルインクボールペンなどに応用されていて、書くときは軟らかく、書いた後にそこに留まってくれるという特徴がある。

## 用途・加工法

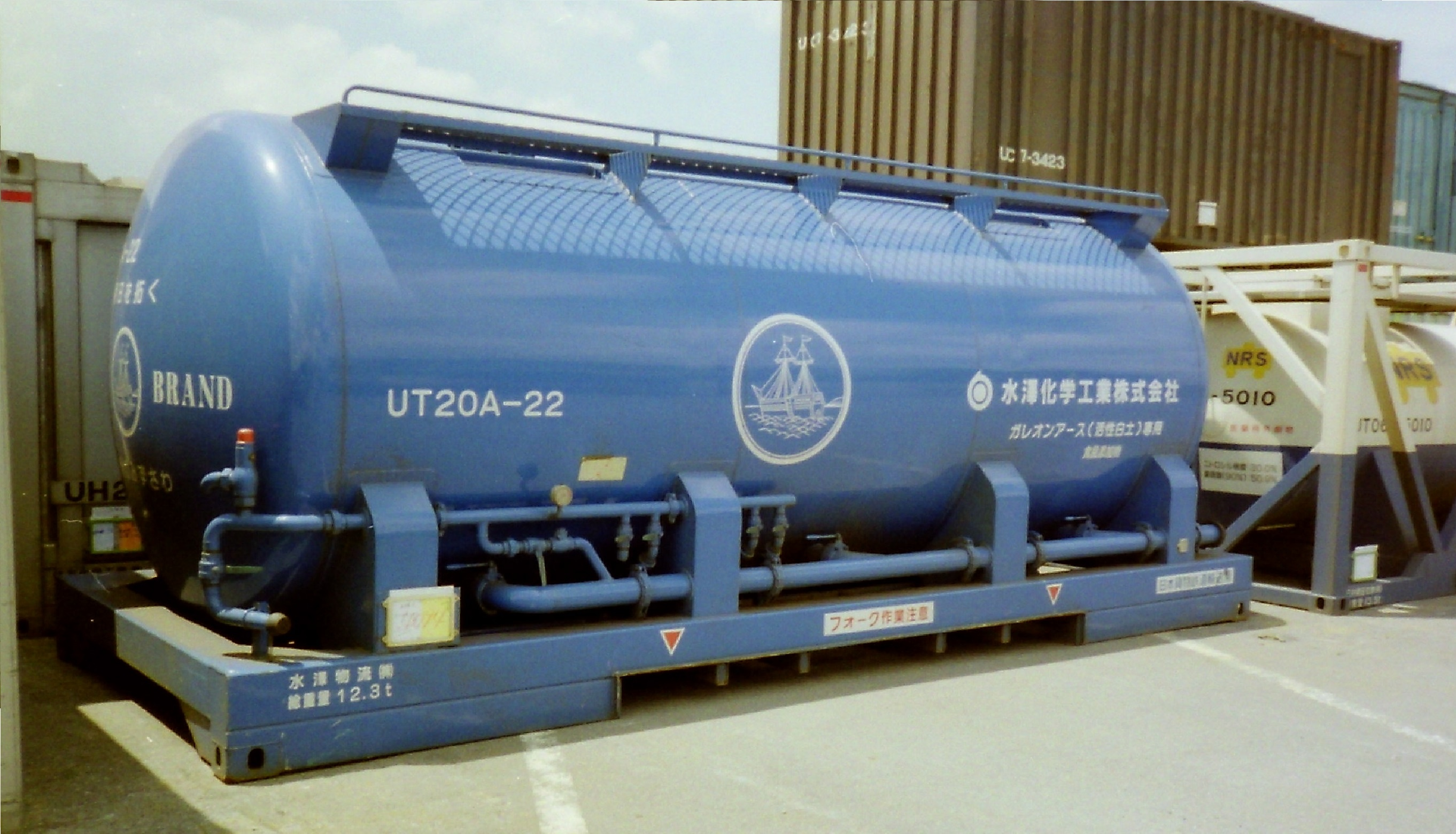
活性白土を大量に輸送できる、水澤化学工業借受、水澤物流所有の鉄道輸送用、タンクコンテナ。【愛知／名古屋貨物(タ)にて、1996年7月5日撮影】

濡らしたリトマス紙を赤く変色させる性質を持つものは酸性白土（さんせいはくど）と呼ばれる。
モンモリロナイトを主成分とする酸性白土は天然の粘土であり、油脂分を吸着する性質を持つことで古くから知られており、ローマ時代には、羊毛の脱脂などに使われてきた。近代になると、石油製品の脱色や炭化水素の精製にも用いられるようになり、酸性白土が盛んに採掘されるようになった。日本では、19世紀以降、日本海側の各鉱山にて採掘が活発化した。採掘された原土は、粗砕され、粉砕しつつ乾燥し、篩い分けして製品化する。
第一次世界大戦の頃からは、酸性白土を酸処理してより多孔性を高めた活性白土が作られるようになった。ただし、酸処理効果の大小は産地の影響も大きいことから、酸性白土のまま使われることもある。
日本では、古くから洗濯粉や漂白粉として使用されてきた。明治時代に行われた産地の調査も「地元住民が使う洗濯用粘土をリトマス紙でチェックする」という方法で行われた。初期の研究は、早稲田大学の小林久平が精力的に行い、「酸性白土」の命名も小林が行っている。
現代では、「モンモリロナイト」の名称で、有機合成用にも市販されており、クロマトグラフィーの充填剤や、弱酸性の触媒として用いられるほか、生活用品として洗顔料やボディーソープ、ヘアシャンプー、入浴剤にも利用されている。